# Patrick Strzoda
Patrick Strzoda (ur. 5 stycznia 1952 w Thann) – francuski urzędnik, od 2017 do 2024 dyrektor kancelarii Prezydenta Republiki Francuskiej i reprezentant prezydenta Francji – jako francuskiego współksięcia – w Andorze.

## Życiorys
Rodzina Strzody ze strony ojca pochodzi z Polski. Studiował na Uniwersytecie we Franche-Comté, gdzie uzyskał dyplom z filologii angielskiej. Ukończył również prawo na Uniwersytet w Strasburgu. W latach 1983–1985 kształcił się w École nationale d’administration.
Strzoda zaangażował się w działalność francuskiej służby cywilnej. W latach 1985–1987 był szefem gabinetu prefekta departamentu Dordogne. W latach 1987–1989 był zastępcą prefekta Saint-Jean-de-Maurienne. Od 1989 do 1992 był sekretarzem generalnym Komitetu Organizacyjnego Zimowych Igrzysk Olimpijskich 1992 w Albertville. Między 1992 a 1994 był sekretarzem generalnym prefektury Drôme. Od 1995 przez rok pełnił funkcję zastępcy prefekta Arles.
W 1996 został szefem Departamentu Informacji i Public Relations w Ministerstwie Spraw Wewnętrznych. W 1997 objął stanowisko sekretarza generalnego ds. regionalnych regionu Rodan-Alpy. Strzoda sprawował ten urząd do 2002 roku, kiedy to został prefektem Alp Wysokich. Funkcję tę pełnił do 2004 roku. Następnie przez rok był prefektem Deux-Sèvres. W kolejnych latach sprawował stanowisko prefekta rady regionalnej Sabaudii (2006–2007), Hauts-de-Seine (2009–2011), Korsyki Południowej (2011–2013), Bretanii (2013–2016) oraz Île-de-France (2016–2017).
W 2016 został szefem gabinetu ministra spraw wewnętrznych i premiera Bernarda Cazeneuve’a. 15 maja 2017 został mianowany szefem kancelarii prezydenta Emmanuela Macrona i jego reprezentantem jako francuskiego współksięcia w Andorze. Ustąpił ze stanowisk 2 stycznia 2024. Następnie został mianowany doradcą prezydenta.